# Залісся (Горшеченський район)
Залісся (рос. Залесье) — присілок в Горшеченському районі Курської області Російської Федерації.
Населення становить 333 особи. Входить до складу муніципального утворення Старороговська сільрада.

## Історія
Населений пункт розташований на території українського етнічного та культурного краю Східна Слобожанщина.
Від 2004 року входить до складу муніципального утворення Старороговська сільрада.

## Населення
| 2002 | 2010 |
| ---- | ---- |
| 443  | ↘333 |